# گریم برور
گریم برور (به انگلیسی: Graeme Brewer) (زادهٔ ۱ دسامبر ۱۹۵۸) شناگر اهل استرالیا است.